# Kellojärvi (sjö, lat 65,38, long 29,25)
Kellojärvi är en sjö i Finland. Den ligger i kommunen Suomussalmi i landskapet Kajanaland, i den nordöstra delen av landet, 600 km norr om huvudstaden Helsingfors. Kellojärvi ligger 244,9 meter över havet. Den är 4,13 meter djup. Arean är 1,81 kvadratkilometer och strandlinjen är 14,55 kilometer lång. Sjön  ingår i Uleälvens huvudavrinningsområde. 